# Eric Trist
Eric Trist (ur. 11 września 1909 w Dover, zm. 4 czerwca 1993 w Carmel w Kalifornii) – brytyjski psycholog zajmujący się teorią systemów, jeden z czołowych przedstawicieli londyńskiego Tavistock Institute of Human Relations. 
Sformułował ideę systemu socjotechnicznego (określenie przedsiębiorstwa jako społecznego i technicznego miejsca pracy). W teorii zarządzania zainicjował odejście od modeli mechanistycznych. Podkreślał znaczenie pracy zespołowej i ogólnie relacji społecznych w zarządzaniu. Przeprowadził pionierskie badania brytyjskiej branży węglowej, które opisał w książce Organisational Choice z 1963. Trist zauważył, że menedżerowie mają skłonność do optymalizowania wyłącznie technicznych czynników pracy, nie uwzględniając przy tym systemu społecznego. Na przykładzie brytyjskich górników wykazał on, że podporządkowanie pracujących razem osób trzem różnym jednostkom utrudnia współpracę. Zaś reorganizacja pracy i utworzenie jednej grupy roboczej ułatwia współpracę i podnosi poziom produktywności.

## Życiorys
Uczęszczał na Uniwersytet w Cambridge, do Pembroke College, w 1928. Dzięki swojemu wykładowcy, I.A. Richardsowi, zainteresował się psychologią, szczególnie psychologią Gestalt oraz psychoanalizą. W tym czasie (1932/3), Trist bardzo zainteresował się artykułami napisanymi przez Kurta Lewina. Po dojściu do władzy Adofla Hitlera Kurt Lewin opuścił Niemcy i w trakcie podróży do Izraela poznał w Anglii Trista, który oprowadził go po Cambridge.
Trist ukończył psychologię z wyróżnieniem w 1933 i rozpoczął studia na Uniwersytecie Yale, gdzie ponownie spotkał Lewina, który był na Uniwersytecie Cornella (później Uniwersytecie Iowa). Po doświadczeniu skutków wielkiego kryzysu po raz pierwszy zainteresował się polityką i zaczął czytać prace Karola Marksa.
Po powrocie do Anglii w 1935 Trist poznał Oskara Oesera, który był kierownikiem Wydziału Psychologii Uniwersytetu w St Andrews w Szkocji. Rozpoczął badania nad bezrobociem w Dundee.
Podczas II wojny światowej Trist został psychologiem klinicznym w szpitalu Maudsley w Londynie i leczył ofiary wojenne z Dunkierki. Maudsley w Mill Hill był szpitalem klinicznym, więc Trist uczestniczył w seminariach, na których poznał naukowców z kliniki Tavistock. Zaproponowano mu przyłączenie się do zespołu. Trist dołączył do grupy Tavistock w armii i został zastąpiony przez Hansa Eysencka. Trist pojechał do Edynburga, gdzie pracował w WOSB (War Office Selection Boards) z Jockiem Sutherlandem i Wilfredem Bionem. Przez ostatnie dwa lata wojny, Trist był głównym psychologiem Jednostek Przesiedlania Ludności (CRU) dla jeńców wojennych powracających do ojczyzny, pracując na systemach opracowanych przez Tomm‘iego Wilsona i Wilfred‘a Bion‘a.
W lipcu 1966, po śmierci swojej pierwszej żony, Trist przeniósł się do Ameryki jako profesor Zachowań Organizacyjnych i Ekologii Społecznej w Graduate School of Business Administration na Uniwersytecie Kalifornijskim. W 1969 dołączył do Russel Ackoff w Social Science Systems Program (S-Cubed) w Wharton School Uniwersytetu Pensylwanii. Wykładał tam do 1978, kiedy został emerytowanym profesorem. W tym samym roku wstąpił na Wydział Studiów Ochrony Środowiska Uniwersytetu York w Toronto, gdzie zainicjował program przyszłych badań i nauczał tam do 1983. W latach 90. Trist napisał trzyczęściowe sprawozdanie wraz z Hugh Murray i Fred Emery, „The Social Engagement of Social Science“.

## Praca
Wpływ Kurta Lewina
Trist pozostawał pod silnym wpływem Kurta Lewina, którego poznał w 1933 w Cambridge w Anglii. Kurt Lewin skoncentrował się bardziej na technikach zmiany zachowania niż na badaniach samego zachowania, szczególnie w odniesieniu do konfliktów rasowych i religijnych. Wymyślił trening wrażliwości - techniki uświadamiania ludziom ich własnego wpływu, jaki wywierają na innych.
Ma to później wpływ na kierunek prac w Tavistock Institute. Dotyczyły bardziej zagadnień z zarządzania, a niektórzy twierdzą, że nawet technik manipulacji, niż badań podstawowych ludzkich zachowań i psychiki. Rezultatem partnerstwa pomiędzy grupą Trista w Tavistock i Lewina na Massachusetts Institute of Technology (MIT) było czasopismo "Human Relations", które powstało tuż przed śmiercią Lewina w 1947.

## Grupa Tavistock
Wojenne doświadczenia Trista i jego różnych współpracowników, znanych jako „grupa Tavistock“, przyczyniły się do utworzenia komitetu ds. spotkań i losów Tavistock po wojnie. Tavistock Institute powstał z dotacji Fundacji Rockefellera w lutym 1946 r. z Tristem jako zastępcą przewodniczącego i Tommy Wilsonem jako przewodniczącym. Nowa klinika Tavistock stała się częścią nowo utworzonej Narodowej Służby Zdrowia Wielkiej Brytanii.
Trist pozostawał też pod dużym wpływem Melanie Klein, która odwiedziła Tavistock, a także swoich kolegów Johna Bowlby, Donalda Winnicotta, Biona Wilfreda i Jocka Sutherlanda.
Trist i Grupa Tavistock byli zaangażowani w projekty przemysłowe aż do 1951, kiedy to otrzymali nagrodę Lewin Award. Utworzono rodzinną grupę dyskusyjną, a John Bowlby przeprowadził swoje słynne badania nad separacją matki i dziecka oraz systemową terapią rodzinną.

## Badania organizacji
W 1949 badania Trista i Kena Bamsfortha nad organizacją pracy na przykładzie ekip górniczych zostały opisane w znanym artykule "Some Social and Psychological Consequences of the Longwall Method of Coal Getting." („Społeczne oraz psychologiczne konsekwencje metody ścianowej w górnictwie“)
W artykule omówiono temat socjologicznej i psychologicznej struktury w mechanistycznym systemie kopalni. W kopalniach robotnicy są współzależni na każdym etapie procesu wydobycia węgla. Oznacza to, że praca każdego górnika jest ściśle zależna od pracy, która musiała zostać wykonana wcześniej przez inne osoby. W celu zwiększenia produktywności postanowili wprowadzić metodę ścianową (longwall). Zmechanizowane struktury w ramach tej metody są podobne do dzisiejszych linii montażowych, w których konkretne zadania są ściśle przypisane w celu zminimalizowania kosztów pracy i zmaksymalizowaniu wyniku. Zmiana ta w efekcie przyniosła odwrotny efekt do zamierzonego. Po głębszej analizie Trista i Bamsfortha odkryli, jak istotne są społeczne relacje w górnictwie. Ten artykuł wyraża poglądy na temat obu struktur, opisuje jak wygląda ich charakterystyka społeczna i psychologiczna z perspektywy organizacji pracy oraz różnice pomiędzy nimi.

## System socjotechniczny
Trist współpracował z Fredem Emery także nad rozwojem podejścia socjotechnicznego w projektowaniu systemu pracy.
System socjotechniczny w rozwoju organizacyjnym jest podejściem do złożonego projektu organizacji pracy w sposób uwzględniający interakcje między ludźmi a technologią. Termin ten odnosi się do interakcji pomiędzy społeczną złożoną infrastrukturą oraz zachowaniami ludzkimi. W tym sensie samo społeczeństwo jak i jego podgrupy są złożonymi systemami socjotechnicznymi.
System socjotechniczny odnosi się do teorii dotyczących kwestii relacji społecznych z technicznymi aspektami procesów i struktury organizacyjnej. Koncentruje się na procedurach i wiedzy z nimi związanej. System odnosi się do wzajemnego powiązania społecznych i technicznych aspektów organizacji lub społeczeństwa jako całości. Teoria socjotechniczna mówi zatem o wspólnej optymalizacji, z naciskiem na osiągnięcie zarówno doskonałości technicznej wykonania, jak i jakości życia ludzi pracy. Teoria socjotechniczna, w odróżnieniu od systemów socjotechnicznych, umożliwiła zaproponowanie szereg różnych sposobów realizacji wspólnych optymalizacji. Zazwyczaj są one oparte na projektowaniu różnego rodzaju organizacji, w których relacje między elementami społeczno-technicznymi prowadzić mogą do osiągnięcia wysokiej wydajności i dobrego samopoczucia.